# DSA-565
La DSA-565 es una carretera perteneciente a la Red Secundaria de la Diputación Provincial de Salamanca que une la DSA-560 con la carretera SA-314. También pasa por la localidad de Cabeza del Caballo y por las inmediaciones de Fuentes de Masueco.

## Recorrido
La carretera DSA-565 tiene su origen en El Milano en la intersección con la carretera DSA-560, y termina en La Peña en la intersección con la carretera SA-314 formando parte de la Red de carreteras de Salamanca.
| El Milano (Intersección con ) - La Peña (Intersección con ) | El Milano (Intersección con ) - La Peña (Intersección con ) | El Milano (Intersección con ) - La Peña (Intersección con ) | El Milano (Intersección con ) - La Peña (Intersección con ) | El Milano (Intersección con ) - La Peña (Intersección con ) | El Milano (Intersección con ) - La Peña (Intersección con ) | El Milano (Intersección con ) - La Peña (Intersección con ) | El Milano (Intersección con ) - La Peña (Intersección con ) | El Milano (Intersección con ) - La Peña (Intersección con ) | El Milano (Intersección con ) - La Peña (Intersección con ) | El Milano (Intersección con ) - La Peña (Intersección con ) |
| Esquema                                                     | PK                                                          | Sentido La Peña                                             | Sentido La Peña                                             | Sentido La Peña                                             | Sentido La Peña                                             | Sentido El Milano                                           | Sentido El Milano                                           | Sentido El Milano                                           | Sentido El Milano                                           | Incidencias                                                 |
| Esquema                                                     | PK                                                          | Velocidad                                                   | Elemento                                                    | Salida                                                      | Salida                                                      | Salida                                                      | Salida                                                      | Elemento                                                    | Velocidad                                                   | Incidencias                                                 |
| Esquema                                                     | PK                                                          | Velocidad                                                   | Elemento                                                    | Dir.                                                        | Nombre                                                      | Nombre                                                      | Dir.                                                        | Elemento                                                    | Velocidad                                                   | Incidencias                                                 |
| ----------------------------------------------------------- | ----------------------------------------------------------- | ----------------------------------------------------------- | ----------------------------------------------------------- | ----------------------------------------------------------- | ----------------------------------------------------------- | ----------------------------------------------------------- | ----------------------------------------------------------- | ----------------------------------------------------------- | ----------------------------------------------------------- | ----------------------------------------------------------- |
|                                                             | 0,0                                                         |                                                             |                                                             | El Milano Mieza                                             | El Milano Mieza                                             | El Milano Mieza                                             |                                                             |                                                             |                                                             |                                                             |
| Valderrodrigo Vitigudino                                    | 0,0                                                         |                                                             |                                                             |                                                             |                                                             |                                                             |                                                             |                                                             |                                                             |                                                             |
|                                                             | 2,4                                                         |                                                             |                                                             |                                                             | Río Uces                                                    | Río Uces                                                    |                                                             |                                                             |                                                             |                                                             |
|                                                             | 5,6                                                         |                                                             |                                                             | CABEZA DEL CABALLO                                          | CABEZA DEL CABALLO                                          | CABEZA DEL CABALLO                                          | CABEZA DEL CABALLO                                          |                                                             |                                                             |                                                             |
|                                                             | 6,3                                                         |                                                             |                                                             | CABEZA DEL CABALLO                                          | CABEZA DEL CABALLO                                          | CABEZA DEL CABALLO                                          | CABEZA DEL CABALLO                                          |                                                             |                                                             |                                                             |
|                                                             | 9,9                                                         |                                                             |                                                             | Fuentes de Masueco                                          | Fuentes de Masueco                                          | Fuentes de Masueco                                          | Fuentes de Masueco                                          |                                                             |                                                             |                                                             |
|                                                             | 10,1                                                        |                                                             |                                                             | Fuentes de Masueco                                          | Fuentes de Masueco                                          | Fuentes de Masueco                                          | Fuentes de Masueco                                          |                                                             |                                                             |                                                             |
|                                                             | 11,940                                                      |                                                             |                                                             |                                                             | Las Uces Vitigudino La Peña                                 | Las Uces Vitigudino La Peña                                 | Las Uces Vitigudino La Peña                                 |                                                             |                                                             |                                                             |
|                                                             | 11,940                                                      | Masueco Aldeadávila de la Ribera                            |                                                             |                                                             |                                                             |                                                             |                                                             |                                                             |                                                             |                                                             |